# Бартолінові залози
Бартолі́нові або великі вестибуля́рні залози (лат. glandulae vestibulares majores) — парні екзокринні статеві залози жінок, що відкриваються у переддвер'я (вестибулу) вагіни. Секрет виділяється в процесі сексу і сприяє лубрикації вагіни (входить до складу вагінальної лубрикації). Гомолог у чоловіків — бульбоуретральні залози. 
Залози розміром з біб, щільнувато-еластичної консистенції, розташовані на межі задньої і середньої третини великих статевих губ. Вивідні протоки бартолінових залоз сягають у довжину 1,5-2 см і відкриваються з внутрішнього боку малих статевих губ — у човноподібну ямку (fossa navicularis) переддвер'я вагіни. В альвеолах залоз виробляється секрет, що має білувате забарвлення, лужну реакцію, специфічний запах.
Назву отримали на честь данського анатома К. Бартоліна-молодшого, деякі джерела помилково приписують відкриття цих залоз його діду — теологу й анатому К. Бартоліну-старшому.